# Schizolita
La schizolita és un mineral de la classe dels silicats que pertany al grup de la wol·lastonita. Va ser descrita a Groenlàndia l'any 1901 i anomenada del grec σϗιζω per la seva exfoliació perfecta, però l'any 1955 va ser donada de baixa com a espècie vàlida. A principis dels anys 2000 es va pensar que els primers exemplars de la mina Wessels eren bustamita i fins que l'any 2013 van ser aprovats per l'Associació Mineralògica Internacional com una nova espècie: la marshallsussmanita. Finalement, el nom va tornar a canviar novament a schizolita l'any 2018.

## Característiques
La schizolita és un silicat de fórmula química NaCaMnSi₃O₈(OH). Va ser aprovada com a espècie vàlida per l'Associació Mineralògica Internacional l'any 2019, tot i que ja havia estat publicada per primera vegada el 1901. Cristal·litza en el sistema triclínic.

## Formació i jaciments
Va ser descoberta a Tugtup Agtakôrfia, al fiord Tunulliarfik, dins el complex d'Ilímaussaq (Kujalleq, Groenlàndia). També ha estat descrita en altres indrets de Groenlàndia, tots ells al mateix fiord, així com a altres llocs distribuïts per Austràlia, el Canadà, Itàlia, Namíbia, Sud-àfrica i Rússia.